# Hermann von Wied
Hermann von Wied (Wied, 14 de janeiro de 1477 – 15 de agosto de 1552) foi arcebispo-eleitor de Colônia de 1515 a 1546.
Em 1521, ele apoiou uma punição para o reformador alemão Martinho Lutero, porém mais tarde abriu um dos arcebispados mais importantes do Sacro Império Romano para a Reforma Protestante.

## Biografia
Quarto filho de Frederico, conde de Wied (falecido em 1487), Hermann foi educado para a Igreja e tornou-se eleitor e arcebispo em 1515. Ele apoiou as reivindicações de Carlos V, a quem coroou em Aachen em 1520. No início, sua atitude para com os reformadores e seu ensino era hostil. Na Dieta de Worms, ele se esforçou para que Lutero fosse declarado um fora-da-lei.
Uma disputa com o papado mudou, ou ajudou a mudar, seus pensamentos na direção da reforma da igreja, mas ele esperava que isso viesse de dentro e não de fora. Ele foi inicialmente um proponente da agenda Erasmiana de reforma, que reconhecia certas práticas religiosas corruptas e infelizes, mas não propunha nenhuma mudança doutrinária séria.
Com o tempo, seu programa de mudança se expandiu e sua simpatia evangélica tornou-se mais pronunciada. Com a ajuda de seu amigo Johann Gropper, ele começou, por volta de 1536, a instituir certas reformas em sua própria diocese. Uma etapa levou a outra e, como todos os esforços de união com a Igreja Católica falharam, ele nomeou Martin Bucer seu pregador da corte em Bonn em 1542 e buscou o conselho do compatriota de Lutero, Filipe Melâncton.
Sua ruptura formal com Roma foi saudada pelos protestantes, e a Liga Schmalkaldic declarou que estavam decididos a defendê-lo; mas a Reforma no eleitorado foi atrasada pelas vitórias militares do imperador Carlos V sobre Guilherme, duque de Cleves, e, além disso, suas inovações teológicas encontraram muito pouco apoio entre o povo de Colônia. Convocado pelo imperador e pelo papa, Hermann foi deposto e excomungado pelo papa Paulo III em 1546. Ele renunciou ao cargo em fevereiro de 1547 e retirou-se para Wied.

Hermann também foi príncipe-bispo de Paderborn de 1532 a 1547.